# 独行月球
《独行月球》，是在2022年上映的中國科幻喜劇电影，改编自韩国漫画家赵石的同名漫画作品。开心麻花出品，张吃鱼执导，沈腾和馬麗主演。2021年4月杀青。

## 剧情
2033年，人类为抵御小行星“π”的撞击，拯救地球，在月球部署了联合国月盾计划（UNMS）。“π”小行星提前来袭，全员300人紧急撤离时，前飞行动力学工程师被聘为联合国月盾计划的维修工独孤月（沈腾 饰）因为意外，错过了领队马蓝星（马丽 饰）的撤离通知，一个人落在了月球。不料月盾计划失败，独孤月成为了“宇宙最后的人类”，开始了他在月球上破罐子破摔的生活……

## 演員
- 沈腾 飾演 独孤月
- 馬麗 飾演 马蓝星
- 常远 饰演 朱皮特
- 李诚儒 饰演 孙光阳
- 黄才伦 饰演 葫芦丝
- 辣目洋子 饰演 魏辣思
- 郝瀚 饰演 金刚鼠
- 黃子韜 饰演 1号线艺人

## 制作
《独行月球》筹备时间长达两年多，2020年12月正式开机拍摄，2021年4月28日杀青，是开心麻花电影中拍摄周期最长的一部。剧组为了模拟真实月面，使用了15个共计超4万平米的摄影棚，并在6000平米的影棚中铺设200吨沙石模拟月面粉尘，花费半年时间实景搭建了一座月盾基地。
与独孤月一起被遗忘在月球基地的是一只绰号“金刚鼠”（昵称“刚子”）的大赤袋鼠，为开心麻花的演员郝瀚饰演，这是他的第一部电影作品。他为了扮演这个角色，用将近一年的时间观察和模仿袋鼠的行为，并降低了体重，以便吊威亚拍摄。虽然全程没有露脸，但难度十分之高。

## 票房
| 上一届： 《神探大戰》 | 2022年中国内地一周票房冠军 第30-34週 | 下一届： 《新神榜：楊戩》 |

## 奬項
| 年份 | 颁奖典礼                             | 奖项                       | 入圍者                 | 结果 |
| ---- | ------------------------------------ | -------------------------- | ---------------------- | ---- |
| 2022 | 第十四屆澳門國際電影節               | 最佳男主角                 | 沈騰                   | 提名 |
| 2022 | 第十四屆澳門國際電影節               | 最佳女主角                 | 馬麗                   | 提名 |
| 2023 | 第16屆亞洲電影大獎                   | 最佳視覺效果               | 魏明、張帆、施雯、蔡猛 | 提名 |
| 2023 | 第41屆香港電影金像獎                 | 最佳亞洲華語電影           | 《獨行月球》           | 提名 |
| 2024 | 中国电影导演协会2020年至2023年度表彰 | 年度青年导演（2022年度）   | 张吃鱼                 | 提名 |
| 2024 | 中国电影导演协会2020年至2023年度表彰 | 评委会特别荣誉（2022年度） | 《独行月球》           | 獲獎 |
| 2025 | 第20届华表奖                         | 优秀青年电影创作奖         | 《独行月球》           | 獲獎 |